# Pont Chef-William-Commanda
Le pont Chef-William-Commanda (anglais : Chief William Commanda Bridge), anciennement pont Prince-de-Galles (anglais : Prince of Wales Bridge), est un pont ferroviaire qui enjambe la rivière Outaouais qui lie Ottawa, Ontario à Gatineau, Québec. Il se connectait avec la ligne du Canadien Pacifique jusqu'à Lebreton.

## Histoire
Le pont Prince-de-Galles est construit par le chemin de fer reliant Québec, Montréal, Ottawa et la côte Pacifique, en 1880, et nommé en honneur d'Édouard VII du Royaume-Uni, prince de Galles.
En juillet 2021, le conseil municipal de la Ville d'Ottawa a renommé le pont Chef-William-Commanda en l'honneur de William Commanda (1913-2011), un ancien chef de la Première Nation de Kitigan Zibi Anishinabeg,.

## Caractéristiques
Le pont a une longueur totale de 989 mètres. Sur sa rive sud, à Ottawa, l'ouvrage débute près de la station Bayview de la ligne de la Confédération de l'O-Train. Il surplombe la rivière des Outaouais en passant par l'île Lemieux. Sur sa rive nord, à Gatineau, le pont débouche près d'une ancienne ligne de chemin de fer désaffectée. Le tablier constitué de traverses de bois est soutenu par 11 piliers en calcaire et quatre culées de calcaire.

## Projets

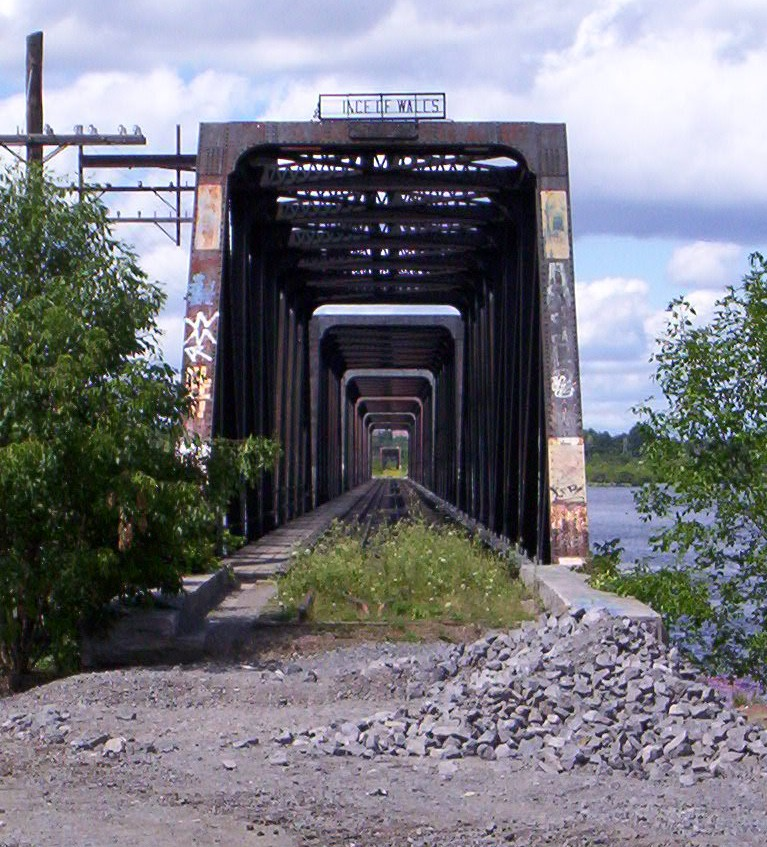
Le pont Prince-de-Galles vu du sud, en juillet 2005.

En 2005, le pont est déconnecté de la voie ferrée à l'approche du côté d'Ottawa pour un projet d'eau en construction de ce côté. Cependant, les Chemins de fer Québec-Gatineau continuent à utiliser le côté du pont à Gatineau pour la compagnie E.B. Eddy et Domtar sur l'île Lemieux. En 2021 les projets ferroviaires n'ont pas aboutis et les habitants font pressions pour l'aménagement du pont en voie verte pour les piétons et les cyclistes.